# アニャ・オブラドヴィッチ
アニャ・オブラドヴィッチ（Anja Obradovic 2000年1月24日- ）はセルビア出身の柔道選手。階級は63kg級。

## 経歴
2016年からヨーロッパカデの63㎏級で2連覇した。2017年のヨーロッパユースオリンピックフェスティバルでは2位だったが、世界ジュニアでは7位にとどまった。2018年には世界軍人選手権大会で2位になると、世界ジュニアとU23ヨーロッパ選手権でも2位になった。2021年の世界選手権では準々決勝でオランダのサンネ・フェルメールに敗れるも、その後の敗者復活戦を勝ち上がって3位になった。7月に日本武道館で開催された東京オリンピックでは初戦で敗れた。
IJF世界ランキングは878ポイント獲得で55位(24/2/19現在)。

## 主な戦績
- 2015年 - ヨーロッパカデ　3位
- 2016年 - ヨーロッパカデ　優勝
- 2016年 - ヨーロッパジュニア　3位
- 2017年 - ヨーロッパカデ　優勝
- 2017年 - ヨーロッパユースオリンピックフェスティバル　個人戦　2位　団体戦　3位
- 2017年 - 世界ジュニア　7位
- 2018年 - ヨーロッパジュニア　3位
- 2018年 - 世界軍人選手権大会　2位
- 2019年 - 世界ジュニア　2位
- 2019年 - U23ヨーロッパ選手権　2位
- 2020年 - ヨーロッパジュニア　2位
- 2021年 - 世界選手権　3位
- 2021年 - U23ヨーロッパ選手権　5位
- 2022年 -　ヨーロッパオープン・クルジュ＝ナポカ　2位

(出典、JudoInside.com)